# 兴安糖芥
兴安糖芥（学名：Erysimum flavum var. shinganicum）是十字花科糖芥属蒙古糖芥的变种。分布于中国大陆的黑龙江、内蒙古等地，常生长在林区干旱山坡上，目前尚未由人工引种栽培。